# Wiedemannia vexillum
Wiedemannia vexillum är en tvåvingeart som beskrevs av Sinclair 1997. Wiedemannia vexillum ingår i släktet Wiedemannia och familjen dansflugor. Inga underarter finns listade i Catalogue of Life.